# Stefano Fiore
Stefano Fiore (Cosenza, 17. travnja 1975.) je talijanski nogometni trener te bivši nogometaš i umirovljeni nacionalni reprezentativac.

## Karijera

### Klupska karijera
Fiore je rođen u Cosenzi gdje je 1992. godine započeo igrati nogomet u istoimenom klubu. Nakon dvije sezone prelazi u Parmu u kojoj je nastupao jako malo. Zbog toga napušta momčad te igra u Padovi i Chievo Veroni. Zbog impresivnih igara za veronski klub, Fiorea 1997. po drugi puta dovodi Parma. Tamo je postao standardni igrač a s klubom 1999. osvaja Kup UEFA i Coppa Italiju.
U lipnju 1999. Stefana kupuje Udinese u transferu u kojem su uz financijski iznos Parmi dani i Udineseovi igrači Stephen Appiah i Márcio Amoroso. Nakon dvije godine Fiore odlazi u Lazio zajedno s klupskim suigračem Giulianom Giannicheddom. Rimski klub tada je doveo i nizozemskog braniča Jaapa Stama, španjolskog veznjaka Gaizku Mendietu te srpskog napadača Darka Kovačevića. Lazio unatoč tim pojačanjima nije ostvario značajnije rezultate osim Coppa Italije 2004. godine.
Zbog financijskih poteškoća, rimski Lazio je Valenciji prodao Fiorea za 6,6 milijuna te Bernarda Corradija za 10 milijuna eura. Tehnički gledano, igrači su prešli u Valenciju besplatno kao svojevrsna Lazijeva kompenzacija za transfer Gaizke Mendiete od 16,6 milijuna eura kojeg rimski klub nije platio. Fiore je u Valenciji igrao svega jednu sezonu dok je preostale godine iz ugovornog roka proveo na posudbama u Fiorentini, Torinu i Livornu.
22. kolovoza 2007. Stefano Fiore potpisuje jednogodišnji ugovor za Mantovu. Nakon toga vraća se u rodnu Cosenzu gdje je s tamošnjim klubom odigrao dvije sezone dok nakon prekida igračke karijere 2011. postaje njegovim trenerom.

### Reprezentativna karijera
Fiore je s mladom talijanskom U23 reprezentacijom osvojio zlato na Mediteranskim igrama u Bariju 1997. godine. Za seniorsku reprezentaciju je debitirao 2000. te je njen član bio naredne četiri godine. Sudjelavao je na EURU 2000. na kojem je Italija bila finalist te na EURU 2004. gdje su Azzuri neočekivano ispali u skupini.

#### Pogoci za reprezentaciju
| #  | Datum             | Mjesto             | Protivnik | Pogodak | Rezultat | Natjecanje            |
| -- | ----------------- | ------------------ | --------- | ------- | -------- | --------------------- |
| 1. | 14. lipnja 2000.  | Bruxelles, Belgija | Belgija   | 2 : 0   | Pobjeda  | EURO 2000.            |
| 2. | 18. veljače 2001. | Rim, Italija       | Argentina | 1 : 2   | Poraz    | Prijateljska utakmica |

### Trenerska karijera
Prekidom igračke karijere u Cosenzi, Fiore je 2011. postao njen trener.

## Osvojeni trofeji

### Klupski trofeji
| Klub       | Trofej            | Godina  |
| Italija    | Italija           | Italija |
| ---------- | ----------------- | ------- |
| Parma      | Kup UEFA          | 1995.   |
| Parma      | Kup UEFA          | 1999.   |
| Parma      | Coppa Italia      | 1999.   |
| Udinese    | Intertoto kup     | 2000.   |
| Lazio      | Coppa Italia      | 2004.   |
| Španjolska |                   |         |
| Valencia   | Europski Superkup | 2004.   |

### Reprezentativni trofeji
| Turnir            | Trofej | Godina |
| ----------------- | ------ | ------ |
| Mediteranske igre | Zlato  | 1997.  |
| EURO 2000.        | Srebro | 2000.  |

### Ordeni
- Cavaliere Ordine al Merito della Repubblica Italiana: 2000.

## Vanjske poveznice
- Tutto Mantova.it